# Atylotus niveipalpis
Atylotus niveipalpis är en tvåvingeart som först beskrevs av Jacques-Marie-Frangile Bigot 1880.  Atylotus niveipalpis ingår i släktet Atylotus och familjen bromsar.
Artens utbredningsområde är Iran. Inga underarter finns listade i Catalogue of Life.